# Andrea Glass
Andrea Glass (ur. 17 lipca 1976 w Darmstadt) – niemiecka tenisistka.
Najwyższy ranking singlowy osiągnęła w lutym 1999 roku i było to miejsce 53, natomiast w deblu była na miejscu 85 w listopadzie 2000 roku. Pomimo obecności w pierwszej setce światowego rankingu nie udało jej się wygrać ani jednego turnieju singlowego i to zarówno w rozgrywkach ITF, jak i w WTA. W grze deblowej wygrała trzy turnieje rangi ITF. Jednymi z jej większych sukcesów było kilka spektakularnych zwycięstw nad zawodniczkami z pierwszej dziesiątki światowego rankingu. W 1998 roku na turnieju w Hilton Head pokonała w drugiej rundzie Hiszpankę (wtedy nr 5 światowego rankingu), Arantxę Sánchez Vicario. W tym samym roku, debiutując w Pucharze Federacji pokonała inną Hiszpankę (w tym czasie nr 8), Conchitę Martínez. Największym jej sukcesem w rozgrywkach wielkoszlemowych było osiągnięcie trzeciej rundy Australian Open w 1999 roku, w której przegrała z Anną Kurnikową.

## Finały juniorskich turniejów wielkoszlemowych

### Gra pojedyncza
| Końcowy wynik | Rok  | Turniej         | Nawierzchnia | Przeciwniczka | Wynik finału |
| Finalistka    | 1993 | Australian Open | Twarda       | Heike Rusch   | 1:6, 2:6     |